# تپه شهر سوخته ۳۵۸
تپه شهر سوخته ۳۵۸ مربوط به هزاره سوم قبل از میلاد است و در شهرستان زابل، بخش شیب آب، دهستان لوتک، روستای حومه شهر سوخته، ۵/۱ کیلومتری جنوب شرقی پایگاه باستان‌شناسی شهر سوخته واقع شده و این اثر در تاریخ ۲۸ شهریور ۱۳۸۶ با شمارهٔ ثبت ۱۹۶۵۳ به‌عنوان یکی از آثار ملی ایران به ثبت رسیده است.